# Cantonul Pierrelatte
Cantonul Pierrelatte este un canton din arondismentul Nyons, departamentul Drôme, regiunea Rhône-Alpes, Franța.

## Comune
- Donzère
- La Garde-Adhémar
- Les Granges-Gontardes
- Pierrelatte (reședință)